# Antonio Berni
Pour les articles homonymes, voir Berni.
Antonio Berni né le 14 mai 1905 à Rosario (Argentine, province de Santa Fe) et est mort le 13 octobre 1981 à Buenos Aires, est un peintre, graveur, collagiste et muraliste argentin.
Il a été nommé membre de l’Académie nationale des beaux-arts d'Argentine en 1979,.

## Biographie
Le père d'Antonio Berni, Napoleón Berni, est un tailleur italien établit au début du XXe siècle en Argentine. Sa mère, Margarita Picco, argentine fille d’immigrants italiens, vivait à Roldán, province de Santa Fe, à 30 km de Rosario.  
En 1920, il expose ses toiles pour la première fois dans la salle Mary et Cie de Rosario des peintures à l’huile traitant des thèmes floraux, des paysages de banlieue et des portraits au fusain. Il possède alors une grande maîtrise pour son âge.
Il réalise en 1923 une nouvelle exposition à la Witcomb Gallery de Buenos Aires. Le jeune artiste se fait remarquer et reçoit les éloges de la critique le 4 novembre dans les journaux La Nación et La Prensa. 
En 1925, il obtient une bourse du Jockey Club de Rosario pour étudier en Europe. Après avoir passé un certain temps à Madrid, il s’installe à Paris, où vivaient déjà d'autres Argentins, tels que les artistes Horacio Butler (es), Aquiles Badi (en), Alfredo Bigatti (en), Hector Basaldua et Lino Enea Spilimbergo (en), avec qui il noue une solide amitié.
En 1927, il est marqué par la rétrospective de Giorgio de Chirico et par le travail de René Magritte, qui l’amèneront à choisir la voie du surréalisme. Il rencontre le groupe surréaliste au café Cyrano à Paris. Il s'approche du poète Louis Aragon et du critique d'art et poète André Breton, célèbre auteur des manifestes du surréalisme. Parmi les tendances présentes dans le mouvement, Berni préfère les visions métaphysiques de Chirico, plus en accord avec son goût d’une esthétique austère qui contraste avec l'automatisme de Joan Miró ou l'onirisme freudien de Salvador Dalí. Cette esthétique métaphysique sera présente dans les premières œuvres surréalistes de Berni, auxquelles il donnera un contenu plus « argentin » solitaire et très simple.
Berni définit le surréalisme comme « une nouvelle vision de l'art et du monde, le courant qui représente une jeunesse qui exprime leur état d'esprit après la fin de la Première Guerre mondiale. C'était un mouvement dynamique et vraiment représentatif,, ».
Cette même année, Berni fait la connaissance du jeune penseur Henri Lefebvre, l'un de ses meilleurs amis français, qui l'initie à la lecture de Karl Marx. Sa vie intellectuelle s'enrichit au contact d'artistes tels que le poète mystique et peintre Max Jacob, ou l'écrivain et théoricien du dadaïsme Tristan Tzara.
De retour en Argentine dans les années 1930, le contenu de son travail prend un nouveau tournant vers un engagement politique, résultat de nouvelles expériences et de l'attention portée aux problèmes économiques que traverse le pays. Les grandes crises économiques, la guerre civile espagnole, les dictatures dans le monde et l'émergence de nouveaux courants artistiques avec une inspiration sociale et militante, comme le muralisme mexicain ou le réalisme d'artistes américains comme Daniel Celentano (en) ou Thomas Hart Benton, ont pu influencer le nouveau travail de Berni,,.
À la fin des années 1950, ses expérimentations dans la technique du collage le conduisent à formaliser l'un des moments les plus originaux de son œuvre : la saga de Juanito Laguna et Ramona Montiel, deux personnages qui représentent l’adversité et les misères d'une grande partie de la population argentine. Son nouveau style résume les nouvelles tendances de l'époque telles que l'expressionnisme abstrait, l'art brut, et le pop art. Berni utilise des déchets pour les insérer dans ses compositions en réconciliant l’avant garde avec l’art social dans le cadre d’un récit accessible à tout public.
En 1962, Antonio Berni reçoit le premier prix de la Biennale de Venise.
En 1976, il se rend à New York et pendant son séjour réalise une série de peintures, gravures et collages, qu'il présentera plus tard à la galerie Bonino de Buenos Aires sous le titre « La magie du quotidien ».
En 2020, un sondage à la Foire d'art contemporain de Buenos Aires l'a désigné comme artiste argentin le plus important du XXe siècle.

Œuvres d'Antonio Berni
Détail d'un plafond des Galerías Pacífico (es) à Buenos Aires.
Détail d'un plafond des Galerías Pacífico (es) à Buenos Aires.